# Enrico Maisto
Enrico Maisto (...) è un attore italiano.
Compare in diversi film poliziotteschi ad ambientazione napoletana dove solitamente interpreta il ruolo di camorrista, tra cui Napoli violenta dove è l'autista di 'O Generale, Napoli... i 5 della squadra speciale, dove è il commissario Borri e Napoli si ribella, dove interpreta il ruolo del boss Andronico.

## Filmografia

### Cinema
- Camorra, regia di Pasquale Squitieri (1972)
- I guappi, regia di Pasquale Squitieri (1974)
- L'ambizioso, regia di Pasquale Squitieri (1975)
- Napoli violenta, regia di Umberto Lenzi (1976)
- Napoli si ribella, regia di Michele Massimo Tarantini (1977)
- Il prefetto di ferro, regia di Pasquale Squitieri (1977)
- La banda Vallanzasca, regia di Mario Bianchi (1977)
- Ride bene... chi ride ultimo, registi vari (1977)
- Napoli spara!, regia di Mario Caiano (1977)
- La bravata, regia di Roberto Bianchi Montero (1977)
- Corleone, regia di Pasquale Squitieri (1978)
- Napoli... i 5 della squadra speciale, regia di Mario Bianchi (1978)
- Napoli storia d'amore e di vendetta, regia di Mario Bianchi (1979)
- I guappi non si toccano, regia di Mario Bianchi (1979)
- Luca il contrabbandiere, regia di Lucio Fulci (1980)
- Cappotto di legno, regia di Gianni Manera (1981)
- Claretta, regia di Pasquale Squitieri (1984)
- Il pentito, regia di Pasquale Squitieri (1985)
- Ternosecco, regia di Giancarlo Giannini (1987)

### Televisione
- Il marsigliese, regia di Giacomo Battiato – miniserie TV (1975)
- Naso di cane, regia di Pasquale Squitieri – miniserie TV (1986)